# Comarca Oriental
La Comarca Oriental es una comarca de la Región de Murcia, España, que constituye un saliente al este de la Región, en el límite con la provincia de Alicante.
Limita con las comarcas alicantinas del Medio Vinalopó al noreste y con la Vega Baja del Segura al suroeste. También limita con las comarcas murcianas de la Huerta de Murcia al sur, con la Vega Media del Segura al oeste, con la Vega Alta del Segura al noroeste y con la comarca del Altiplano al norte.
Está formada por los municipios de Abanilla y Fortuna, contando con algo más de 16 000 habitantes distribuidos en una superficie de 385 km², lo que da una densidad de 42 hab/km², muy inferior a la media regional (130 hab/km²).
Destaca la agricultura de frutales, viñedos y olivos, la extracción de áridos y mármoles de las sierras de La Pila, Abanilla, Barinas y El Cantón. Otra actividad en continuo desarrollo es el turismo, donde destaca explotación de las aguas termales aprovechadas en el Balneario de Fortuna, además del turismo rural y el ecoturismo.

## Relieve

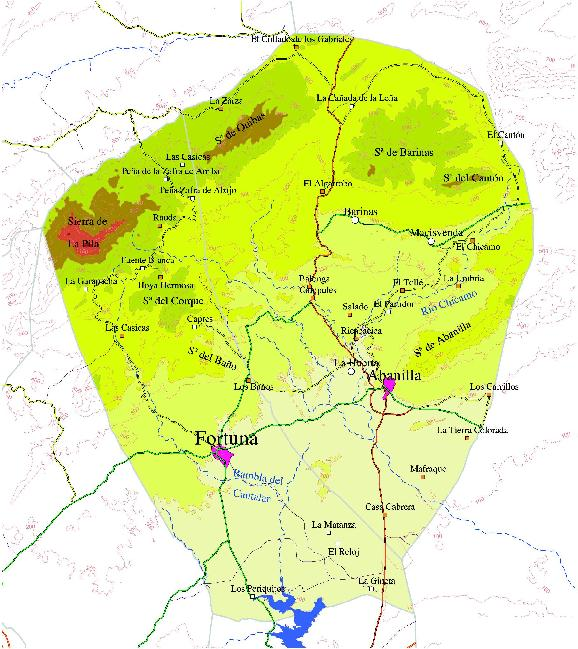
Relieve de los municipios de Fortuna y Abanilla

Podemos distinguir dos zonas muy diferenciadas. Por un lado el norte, donde se sitúan las sierras de mayor altitud, siendo el punto de mayor altitud la Sierra de La Pila, alcanzando los 1264 metros. Las otras sierras colindantes también tienen una altitud considerable como las de las sierras de Quibas (971 metros), Cantón (910 metros) y Barinas (855 metros). Por debajo de estos relieves se extiende una depresión, con gran multitud de ramblas con un drenando hacia el sur de la comarca, en donde se localizan las menores altitudes. La altitud media es de 385 metros aproximadamente.

## Clima
La comarca Oriental se caracteriza por ser de las más áridas de la Región. Sus características principales son: 
•Unas precipitaciones muy escasas e irregulares, con episodios esporádicos de lluvias torrenciales. La precipitación media es de 297 mm en Abanilla y de 274 mm en Fortuna, llegando a registrarse hasta 150 mm en 24 horas.
•Unas temperaturas muy elevadas, con importantes déficit hídricos. Obviamente, hay grandes diferencias entre las zonas montañosas del norte comarcal y las zonas bajas del sur. La temperatura media es de 18,4 °C en Fortuna y de 19,0 °C en Abanilla, superando en muchos días de verano los 40 °C.

## Demografía
Es la comarca con menos población de toda la Región, contando con 16 183 habitantes (INE 2013), siendo Fortuna el municipio que tiene una mayor población, 9623 habitantes, frente a los 6.560 habitantes de Abanilla. Además, ambas localidades cuentan con numerosas pedanías distribuidas a lo largo de todo su término municipal, contando algunas de ellas con más de 500 habitantes.
|                  | Municipio | Superficie | Población (2013) | Densidad    |
| ---------------- | --------- | ---------- | ---------------- | ----------- |
| Fortuna (Murcia) | Fortuna   | 149,00 km² | 9623 hab.        | 64 hab./km² |
| Abanilla         | Abanilla  | 236,00 km² | 6560 hab.        | 28 hab./km² |
|                  | TOTAL     | 385 km²    | 16 183 hab.      | 42 hab./km² |

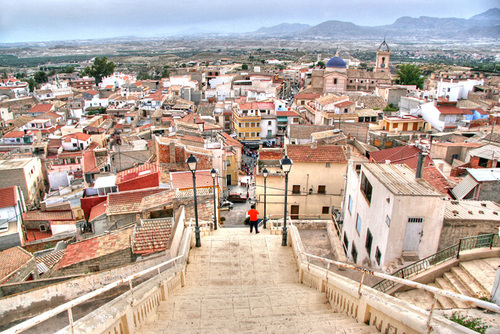
Panorámica de Abanilla

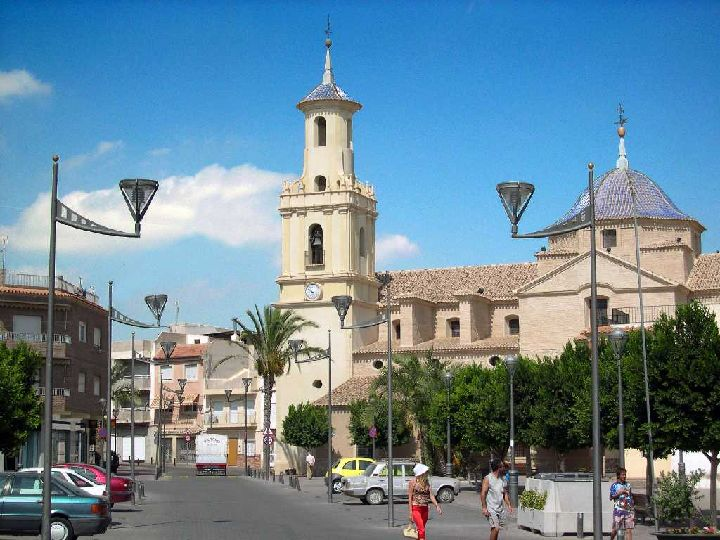
Iglesia de Fortuna

De la gran cantidad de pedanías de la comarca, estas son las que superan los 500 habitantes.
| Pedanías              | Población |
| --------------------- | --------- |
| Barinas (Abanilla)    | 932 hab.  |
| Los Baños (Fortuna)   | 717 hab.  |
| Macisvenda (Abanilla) | 674 hab.  |
| Mahoya (Abanilla)     | 617 hab.  |

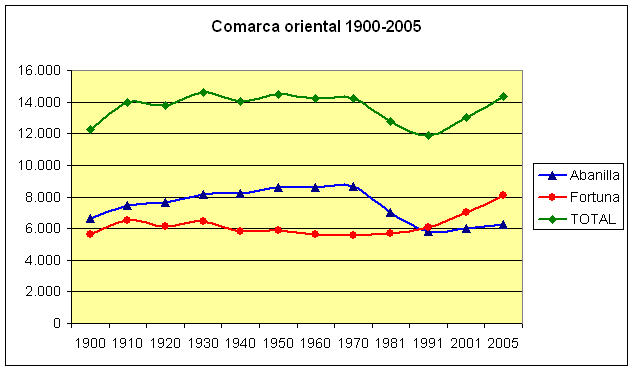
Evolución demográfica de
Fortuna (1900-2005, línea roja) en el contexto de la comarca.

La población de la comarca se ha mantenido más o menos estable desde principios del siglo XX, pero en los años 70, el municipio de Abanilla comenzó a perder población por la emigración de sus habitantes hacia la capital regional y otros municipios de Murcia y Alicante más poblados. A partir de los años 90, la población de Abanilla comenzó con un leve crecimiento, mientras la de Fortuna creció a un ritmo mucho más vertiginoso, superando en número de habitantes a su municipio vecino.
En el año 2004 en la pedanía oriolana de La Murada se constituyó la asociación Murada independiente, que persigue la sergregación de esta partida rural del municipio de Orihuela y posteriormente su incorporación como municipio de pleno derecho en la Región de Murcia, por motivos identitarios y culturales, para ello las comunidades autónomas Valenciana y Murciana, deberán acordar las modificaciones que sufrirán ambas en su superficie territorial para plasmarlas en sus respectivos estatutos de autonomía. Por lo cual se convertiría en el municipio 46 de la región y en el tercero de esta comarca.

## Transportes
La comarca está unida con las diferentes poblaciones colindantes y con las más importantes de la Región por diferentes carreteras autonómicas. La capital regional está a una distancia de 30 km de Fortuna y a unos 33 km de Abanilla.
Las carreteras principales son  RM-414 , que une Abanilla con Santomera, siendo la conexión del municipio con la  A-7 ; La  RM-423  que une Abanilla con el municipio alicantino de Pinoso y con Yecla; La  RM-411  que une Fortuna con la  A-30  y Archena; La  RM-A-5  que une Fortuna con la urbanizaciones de Molina de Segura y con dicha localidad; La  RM-423  que une Fortuna con Cobatillas y con la  A-7 ; La  RM-413  que une Abanilla con los municipios alicantinos de Benferri, Orihuela y Albatera y por último la  RM-A-7  que une los dos municipios comarcales.